# Pseudopimpla algerica
Pseudopimpla algerica är en stekelart som beskrevs av Heinrich Habermehl 1917.
Pseudopimpla algerica ingår i släktet Pseudopimpla och familjen brokparasitsteklar. Inga underarter finns listade i Catalogue of Life.